# Succubus (film)
|  | Denne artikel er oprettet af botten Steenthbot ud fra en ekstern database. Den kan derfor have sproglige fejl eller mangler. Denne skabelon kan fjernes efter kontrol af indholdet. |

Succubus er en dansk kortfilm fra 2012 instrueret af Kim Sønderholm og efter manuskript af Lars Egholm Fischmann.

## Handling
Emma er en ung arkæologistuderende, der støder på noget mærkeligt på en udgravningsrejse til Syrien. Hun skynder sig hjem, men først der begynder det virkelige mareridt.

## Medvirkende
- Kat Herlo, Emma
- Kim Sønderholm, Martin
- Nadia Bond, Elizabeth
- Miriam Yeager, Josephine
- Lars Bjarke, Bouncer
- Michael Larsen, Bouncer
- Lars Egholm Fischmann, DJ
- Steen Jaszcazak, Offer
- Thea Hertz, Kvinde på bænk